# Championnat britannique des voitures de tourisme 1964

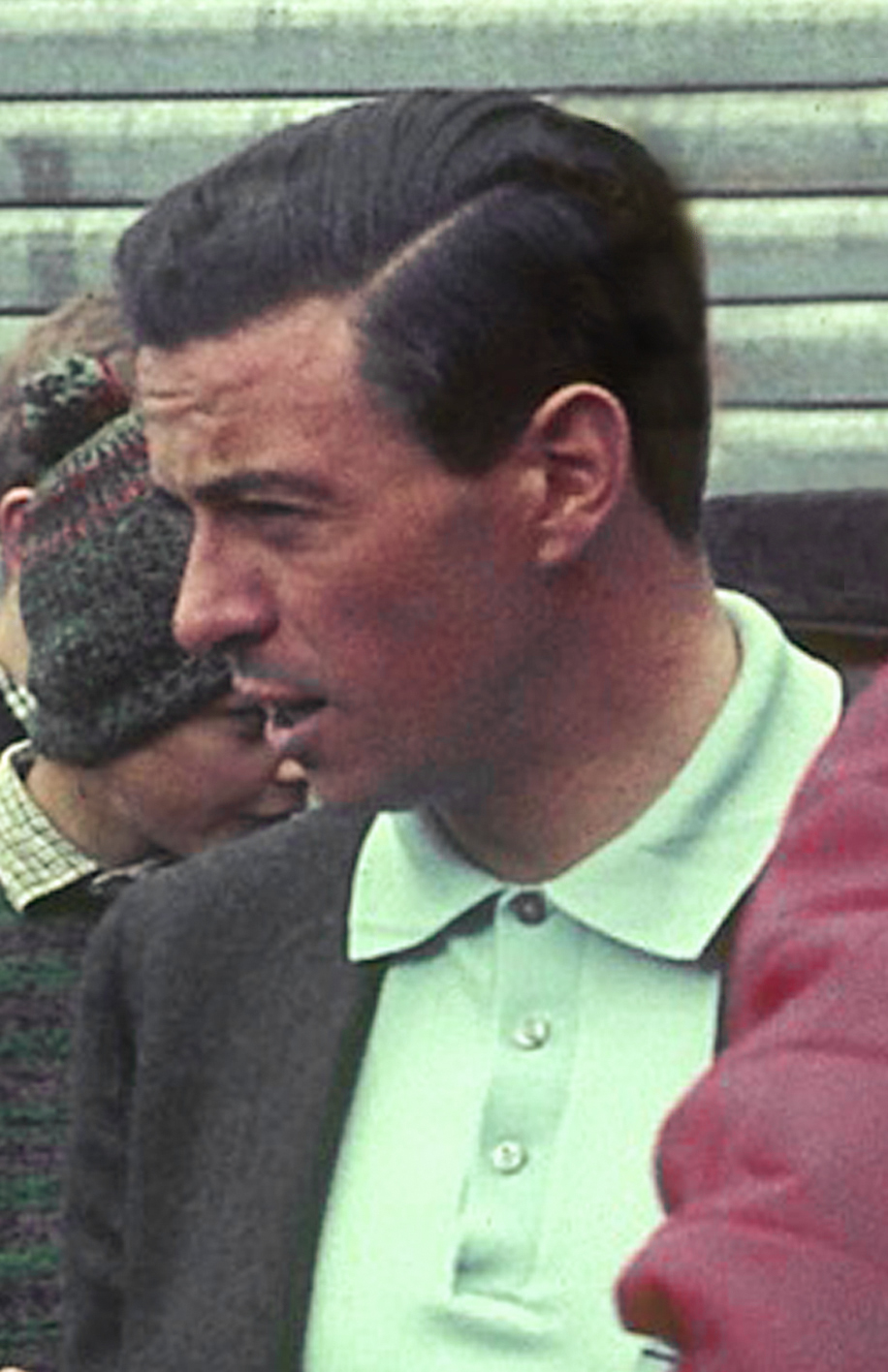
Jim Clark, vainqueur de la 7e édition du BTCC à bord de la Lotus Cortina

Le championnat britannique des voitures de tourisme 1964 est la septième saison du championnat britannique des voitures de tourisme, remporté par l'écossais Jim Clark. Le championnat a débuté à Snetterton le 14 mars 1964 et s'est terminé à Oulton Park le 19 septembre 1964.

## Calendrier
| Manche | Circuit        | Date         | Pilote vainqueur | Écurie vainqueur          | Voiture vainqueur |
| ------ | -------------- | ------------ | ---------------- | ------------------------- | ----------------- |
| 1      | Snetterton     | 14 mars      | Jack Brabham     | Alan Brown Racing         | Ford Galaxie      |
| 2      | Goodwood       | 30 mars      | Jack Sears       | John Willment Automobiles | Ford Galaxie      |
| 3      | Oulton Park    | 11 avril     | Jim Clark        | Team Lotus                | Lotus Cortina     |
| 4      | Aintree        | 18 avril     | Jack Sears       | John Willment Automobiles | Ford Galaxie      |
| 5      | Silverstone    | 2 mai        | Jack Sears       | John Willment Automobiles | Ford Galaxie      |
| 6      | Crystal Palace | 18 mai       | Jim Clark        | Team Lotus                | Lotus Cortina     |
| 7      | Brands Hatch   | 11 juillet   | John Whitmore    | Team Lotus                | Lotus Cortina     |
| 8      | Brands Hatch   | 3 août       | Jack Sears       | John Willment Automobiles | Ford Galaxie      |
| 9      | Oulton Park    | 19 septembre | Jim Clark        | Team Lotus                | Lotus Cortina     |

## Classement final

### Pilotes
| Pos. | Pilote           | Voiture          | Écurie                      | Points |
| ---- | ---------------- | ---------------- | --------------------------- | ------ |
| 1    | Jim Clark        | Lotus Cortina    | Team Lotus                  | 48     |
| 2    | John Fitzpatrick | Mini Cooper S    | Cooper Car Co.              | 38     |
| 3    | Mike Young       | Ford Anglia 1200 | Superspeed Conversions Ltd. | 30     |
| 4    | Chris McLaren    | Jaguar 3.8 MkII  | Park Garage                 | 26     |
| 5    | Bob Olthoff      | Lotus Cortina    | John Willment Automobiles   | 24     |
| 5    | Peter Arundell   | Lotus Cortina    | Team Lotus                  | 24     |
| 5    | Gawaine Baillie  | Ford Galaxie     | Gawaine Baillie             | 24     |